# Marie Pasquet
Marie Pasquet (ur. 31 sierpnia 1981) – francuska judoczka. Zajęła siódme miejsce na mistrzostwach świata w 2011. Startowała w Pucharze Świata w latach 2000-2005 i 2007-2013. Zdobyła cztery medale na mistrzostwach Europy w drużynie. Złota medalistka igrzysk śródziemnomorskich w 2009, uniwersjady w 2003 i akademickich MŚ w 2004. Mistrzyni Francji w 2003, 2004 i 2011 roku.